# 성욕과다증
성욕과다증(性慾過多症, 영어: hypersexuality 하이퍼섹슈얼리티[*])는 성욕이 과다한 증상이다. 의료 전문가들에 의해 진단의 한 유형으로 포함시키는 것이 좋은지에 관해서는 현재 논란의 대상이다. 이와 관련하여 여자색정증(Nymphomania, 님포마니아)와 남자색정증(Satyriasis, 남자음란증)은 각각 여성과 남성에게 쓰이는 의학 용어이다.

## 같이 보기
- 성 의존증